# Don (1978)
Don (Hindi: डॉन) ist ein indischer Action-Film aus dem Jahr 1978, der von Nariman Irani produziert und von Chandra Barot geleitet wurde. Der Film hatte das dritthöchste Einspielergebnis Indiens im Jahr 1978.

## Lieder
Die Musik ist von Kalyanji-Anandji, die Texte von Anjaan.
| Titel                     | Sänger                          | Text-Writer | Dauer |
| ------------------------- | ------------------------------- | ----------- | ----- |
| „Main Hoon Don“           | Kishore Kumar                   | Anjan       | 4:45  |
| „Yeh Hai Bombay Nagaria“  | Kishore Kumar, Amitabh Bachchan | Anjan       | 5:53  |
| „Khaike Pan Banaraswala“  | Kishore Kumar, Lata Mangeshkar  | Anjan       | 3:57  |
| „Jiska Mujhe Tha Intezar“ | Kishore Kumar                   | Anjan       | 4:20  |
| „Yeh Mera Dil“            | Asha Bhosle                     | Indeevar    | 4:18  |

## Remakes
Eine Nachverfilmung von Farhan Akhtar, Don – Das Spiel beginnt hatte am 20. Oktober 2006 in Indien Premiere. 2011 erschien die Fortsetzung Don – The King is back, die ebenfalls von Farhan Akhtar produziert wurde.